# Clan Asakura

## Storia
Il clan di Asakura  (朝倉氏?), sono i discendenti del principe Kusakabe (662-689), figlio dell'imperatore Tenmu (631-686). 
Esponenti del clan si stabilirono nella provincia di Tajima  durante il periodo Heian e presero il nome Asakura. Più tardi, gli Asakura si trasferirono nella provincia di Echizen e servirono il clan Shiba, ma Asakura Toshikage li usurpò all'inizio del periodo Sengoku. 
Gli Asakura ebbero molta influenza nella regione di Hokuriku. Si allearono con il clan Azai per contrastare l'ascesa di Oda Nobunaga ma vennero sconfitti prima nel 1570 nella battaglia di Anegawa e poi definitivamente con l'assedio di Ichijōdani (1573). I membri sopravvissuti divennero vassalli di prima del clan Oda e poi dei Toyotomi. 
Asakura Nobumasa (1573-1637), nipote di Asakura Yoshikage, si alleò prima con Toyotomi Hideyoshi e poi con Tokugawa Ieyasu. Nel 1625 gli fu concesso il dominio di Kakegawa (25.000 koku) nella provincia di Tōtōmi. Nel 1632 fu coinvolto in un complotto e venne esiliato a Kōriyama, dove morì.
Gli Asakura sono noti in parte per il loro Toshikage Jushichikajo (1480) - il codice di casa di Asakura Toshikage.

## Membri celebri
- Asakura Toshikage (1428-1481)
- Asakura Ujikage (1449-1486)
- Asakura Sadakage (1473-1512)
- Asakura Norikage (1474-1552)
- Asakura Takakage (1493-1546)
- Asakura Kagetaka (1495-1543)
- Asakura Kagetoshi (1505-1572)
- Asakura Kagetaka (1508-1570)
- Asakura Kageakira (1529-1574)
- Asakura Yoshikage (1533-1573)
- Makara Naotaka (1536-1570)
- Asakura Kagetake (1536-1575)
- Asakura Nobumasa (1573-1637)

## Battaglie più importanti
- Battaglia di Kanegasaki (1570)
- Battaglia di Anegawa (1570)
- Assedio di Hikida (1573)
- Assedio di Ichijōdani (1573)